# Bactrodesmium nothofagi
Bactrodesmium nothofagi är en svampart som beskrevs av J.A. Cooper 2005. Bactrodesmium nothofagi ingår i släktet Bactrodesmium, klassen Dothideomycetes, divisionen sporsäcksvampar och riket svampar.   Inga underarter finns listade i Catalogue of Life.